# جان كلويه
جان كلويه (بالفرنسية: Jean Clouet)‏، أو كما يُسمّى أيضا جانيه كلويه (بالفرنسية: Janet Clouet؛ 1480-1541) كان رساما ورسام بورتريهات مصغرة فرنسيًّا برز خلال عصر النهضة العليا. كان أيضا والد الرسام الفرنسي فرانسوا كلويه.